# Yeni (jezik)
Yeni jezik (ISO 639-3: yei) je izumrli jezik koji se govorio u blizini planine Djeni nešto sjevernije od sela Mayo Darle u regiji Nyalang u Kamerunu. Jezik se vodi kao neklasificiran, a prema jezikoslovacu Bruceu Connellu bio je srodan jezicima cambap kojim se služe Camba crnci i njerepskom, po čemu bi pripadao bantoidnim jezicima.

## Vanjske poveznice
- Ethnologue (14th)
- Ethnologue (15th)
- Ethnologue (16th)